# Beleg van Port Arthur
Het Beleg van Port Arthur (Japans: 旅順攻囲戦, Ryojun Kōisen; Russisch: Оборона Порт-Артура, Oborona Port-Artura) was een zes maanden durende Japanse belegering van het fort bij Port Arthur, tijdens de Russisch-Japanse Oorlog. Het beleg ging ten koste van zware verliezen maar de val ervan bespoedigde wel het einde van de Russisch-Japanse Oorlog. Dit gebeurde dan onder voorwaarden die zeer gunstig waren voor de Japanners.

## Voorgeschiedenis
In 1853 kwam voor het eerst in zijn geschiedenis een einde aan het Japanse isolationisme. Op dat ogenblik was Japan nog een natie met een hoog middeleeuws gehalte.
In 1894 werd de Eerste Chinees-Japanse Oorlog uitgevochten. Dit conflict ging over de controle van Korea. De in Engeland getrainde marine en het door Duitsland getrainde veldleger behaalden een klinkende overwinning en zo werd het Koreaanse territorium bij het Japanse gevoegd. Een verdere uitbreiding, naar het schiereiland Liaodong, werd verijdeld door Ruslands verdrag met China en de daaropvolgende Russische weigering zich terug te trekken uit het gebied waar zich de ijsvrije haven van Port Arthur bevond. Deze haven bood een uitzonderlijk goede beschutting aan het Stille Zuidzee-eskader van tsaar Nicolaas II. Het bevel over deze vloot was in handen van admiraal Stepan Makarov.
De onderhandelingen over deze regio waren nog aan de gang toen de Japanse vloot onder admiraal Togo een verrassingsaanval uitvoerde op de Russische oorlogsbodems die bij Port Arthur gelegen waren. De Russische schepen moesten zich na twee dagen terugtrekken binnen de bescherming van hun verdedigingswerken aan de kust.
Nu ze het overwicht op zee hadden, waren de Japanners in staat om vier legerkorpsen in en om Pitsewo aan land te brengen. Drie van deze korpsen zouden het Russische veldleger van Aleksej Koeropatkin aanvallen, terwijl het vierde korps zich naar Port Arthur zou begeven om de belegering te beginnen.

## De weg naar Port Arthur
Port Arthur lag in een laagte en was omgeven door een heuvelkam. Rondom de haven was een aaneengesloten verdedigingsnetwerk opgetrokken. Er waren twee linies, waarvan die rond de stad maar liefst zes forten en diverse tussenversterkingen telde. De buitenste, 30 km lange, linie liep over de Groene Heuvels met Heuvel 203 in het noorden, Ta-Koe-Sjan en Sja-Goe-Sjan in het oosten (met uitzicht op de haven van Spassk-Dalni) en Liao-Tie-Sjan in het westen.
Op 13 april 1904 begonnen de Japanners nieuwe vlootmanoeuvres, die de Russen dwongen zich wederom terug te trekken binnen hun havenbomen. Om de weg naar Port Arthur vrij te maken, moesten de Japanners Nanshan en de haven van Kintsjou veroveren. Na een dag en een nacht van harde gevechten slaagden de Japanners erin beide doelen te bereiken. Nu konden het Ie en het IIe korps oprukken richting Koeropatkin, die bij Liaoyang gelegerd was. Het IVe korps zou landen om een brug tussen beide korpsen te slaan en het IIIe korps trok, onder leiding van generaal Nogi, voorzichtig op richting de Groene Heuvels. Omdat hij numeriek in de minderheid was, wachtte hij tot er versterkingen en een belegeringstrein arriveerden. Het duurde tot eind juni voordat de Japanners alle Russische buitenstellingen onder controle hadden. Hierbij sneuvelden circa 4885 Japanse soldaten en verloren de Russen 40% van hun ingezette manschappen. Ondertussen had onderkoning admiraal Jevgeni Ivanovitsj Aleksejev, die het eigenlijke opperbevel over het gehele schiereiland had, Koeropatkin het bevel gegeven een deel van zijn veldleger af te splitsen en richting Port Arthur op te rukken. Deze manoeuvre werd tenietgedaan door de voortdurende aanvallen van generaal Oyama Iwao en zijn drie korpsen.

## Beleg van Port Arthur

### Heuvel 203

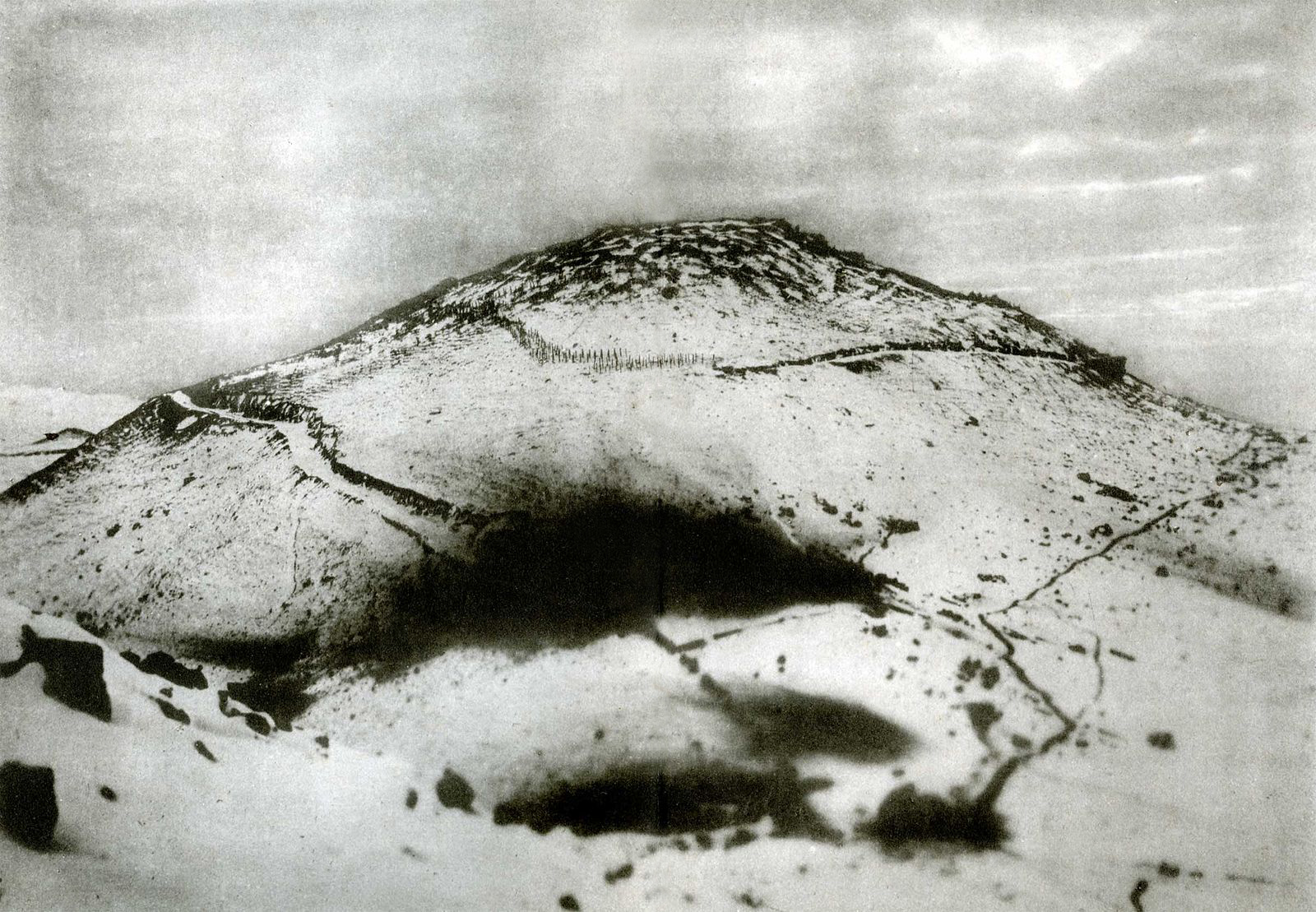
Heuvel 203

Op 7 augustus viel de eerste granaat van de vijandelijke landbatterijen op Port Arthur. Tegelijkertijd werden er grote voorbereidingen getroffen om Heuvel 203 te bestormen en te veroveren. Van op deze heuvel kon de volledige stad en de haven onder vuur genomen worden. Een bijzonder strategisch punt dus.
De aanval ging van start tijdens de nacht van 23 op 24 augustus 1904, maar stuitte op hardnekkige en goed georganiseerde verdediging van luitenant-generaal Konstantin Smirnov; de Japanners rukten op in gesloten gelederen, maar werden snel opgemerkt door de zoeklichten van de Russische verdedigers. De aanval vond immers plaats in een open terrein dat naar de top toe natuurlijk gevormde stellingen had. De Japanners, die aanvielen met de bajonet en luide oorlogskreten, werden door geconcentreerd Russisch vuur bij bosjes neergemaaid. Het resultaat was geen bezetting van de Heuvel en meer dan 15.000 doden (tegenover 3.000 bij de verdedigers).

### Relatieve rust

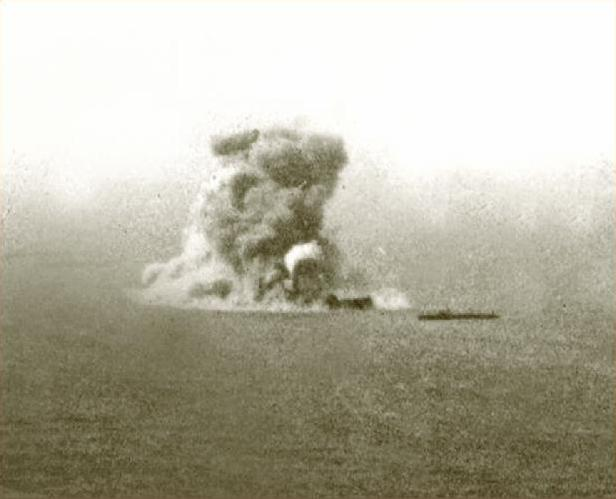
het slagschip Petropavlovsk vergaat

Hoewel de noordoostelijke buitenrand van de verdedigingswerken ingenomen en vastgehouden werd, was het augustusoffensief geen onverdeeld succes. Het leger van Nogi telde een groot aantal doden en gewonden en de vele zieken noodzaakten hem de nodige tijd te nemen zijn leger te reorganiseren. De marine zat evenwel niet stil: de Japanse houwitsers dwongen het Stille Zuidzee-eskader een uitbraak richting Vladivostok te ondernemen. De marine van Togo was echter alert en dreef het grootste deel van de vloot terug de havens in. Hierbij gingen het vlaggenschip 'Tsarevitsj' en ettelijke slagschepen verloren; 5 slagschepen, 1 kruiser en 3 torpedoboten vluchtten naar een neutrale haven waar ze geïnterneerd werden.

### Septemberoffensief

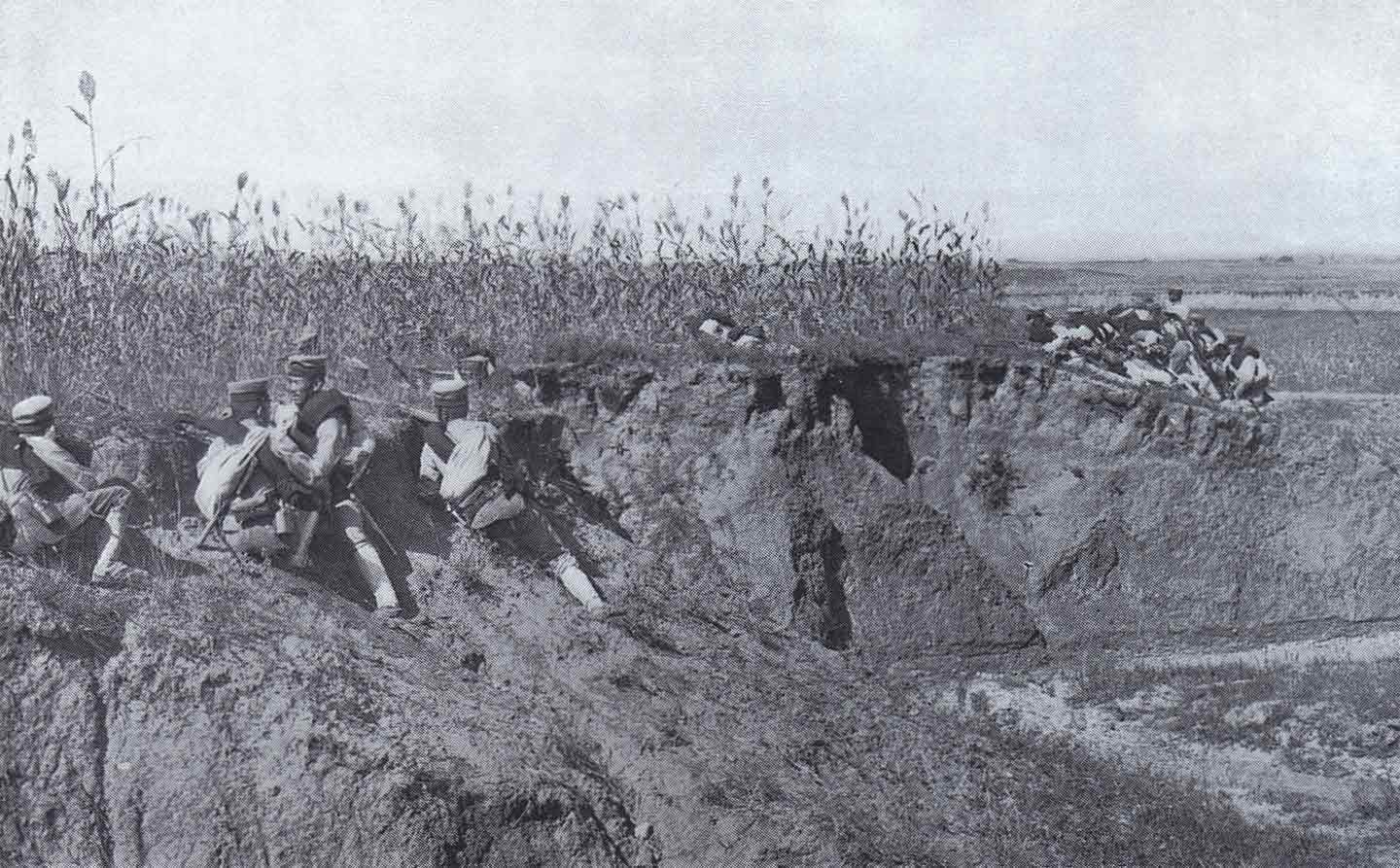
Japanse infanteristen bereiden een aanval voor

Het doel van dit offensief was wederom de verovering van Heuvel 203. De Japanners bestormden keer op keer de redoutes 2 en 3. De strijd kantelde enkele keren totdat de Russen uit hun loopgraven werden verdreven. Nu de voorposten waren uitgeschakeld, werd de hoofdaanval in gang gezet. De bestorming werd afgeslagen en de Japanners slaagden er maar niet in stellingen te veroveren die meer waren dan wankele, kwetsbare posities onderaan Heuvel 203. De Japanse verliezen stonden niet in verhouding tot het wel erg kleine voordeel dat behaald werd. Op 24 september 1904 werden ze dan ook teruggedreven uit hun slecht verdekte stellingen.
Op 28 september 1904 verlegden de belegeraars (te laat) het vuur van hun zware batterijen op het noordoosten van de binnenste verdedigingsgordel nabij Tsji-Kwan-Sjan. De marinebatterijen rekenden ondertussen af met de afgemeerde en dus hulpeloze Russische oorlogsbodems.
Alle activiteiten gedurende de maand september hadden bitter weinig opgeleverd, gezien het hoge aantal doden en gewonden aan beide zijden. De tactiek van aanvallen over open terrein in omstandigheden typisch voor een beleg had niet veel opgeleverd en moest bijgevolg bijgestuurd worden.

### Einde van het beleg

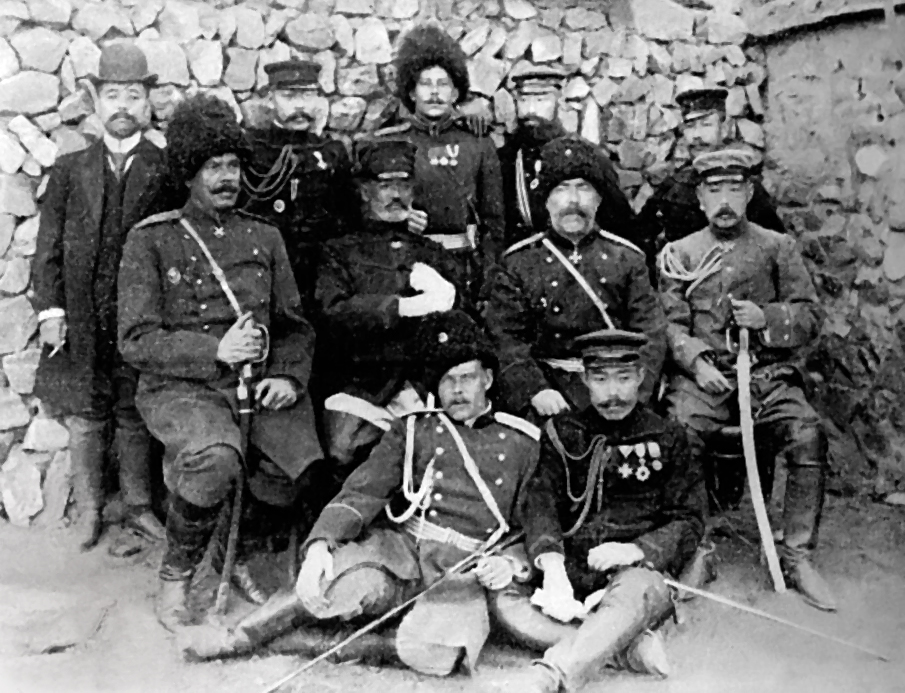
Stessel (midden links) en Nogi (midden rechts) met hun staf na de overgave van Port Arthur.

Begin oktober werd de situatie van de Russen steeds penibeler. De forten waren dan nog wel intact, maar de stad en de haven waren vrijwel volledig vernield. Er was een nijpend gebrek aan proviand en medicijnen waardoor tyfus, scheurbuik en dysenterie overal aanwezig waren. De ziekenhuizen vulden zich met troepen die men niet kon vervangen. De Japanners bestookten het hele gebied dan ook nog met 11-inch-granaten en zware mortieren.
Het nieuws dat Koeropatkins offensief op niets was uitgedraaid, was ook al geen al te goede zaak voor het moreel van de troepen.
Omdat de Japanners dan uiteindelijk toch overschakelden van bestorming naar belegering, konden ze nu wel dichterbij komen. Maar toch maakten ze weer de fout het laatste gedeelte van de afstand al lopend, in gesloten gelederen te overbruggen. Wederom werden ze bij bosjes omgelegd. Slechts enkele infanteristen slaagden erin de borstwering van fort 3 bij Tsji-Kwan-Sjan op 24 oktober te bereiken. Omdat Nogi er niet in geslaagd was de flanken uit te tellen, bleef ook deze aanval zonder gevolg.
Nu kwamen de Japanners in tijdnood: Port Arthur moest ingenomen worden vooraleer de Russische hoofdvloot vanuit Vladivostok zou arriveren. Om de nodige steun aan de marine te kunnen geven, moest het vuur naar Heuvel 203 geleid worden. Op 27 november 1904 viel de Heuvel dan toch na een nieuwe bestorming en hevige gevechten. Na drie maanden intensieve strijd hadden de Japanners dan eindelijk hun positie om haven en stad volledig te bestrijken. Dit gebeurde dan ook onmiddellijk en in geen tijd was de resterende Russische vloot vernietigd. Begin december werd het fort Tsji-Kwan-Sjan met twee gedynamiteerde sappen opgeblazen. Enkele seconden later stroomden de Japanse stormtroepen over de ingestorte verdedigingswerken. Het garnizoen, dat in allerijl versterkingen ontvangen had, vocht verbeten terug en bracht de aanvallers zware verliezen, 700 doden, toe. Na ongeveer zeven uur bittere strijd hadden de Japanners het fort in handen. Ook Ehr-Loeng-Sjan wachtte de dynamitering en verovering, weliswaar na wederom hevige tegenstand.
Stössel was in het geheim aan onderhandelingen over de voorwaarden van de capitulatie begonnen met de generale staf van Nogi. Deze was niet van plan inschikkelijk te zijn met de meer dan 60.000 doden en vermisten in het achterhoofd. Ook de meer dan 30.000 gewonden in zijn hospitalen maakten van hem een onwrikbare onderhandelaar. Zodoende was de capitulatie op 3 januari 1905 feitelijk onvoorwaardelijk. Zo'n 23.000 Russen werden krijgsgevangen genomen.

## Gevolgen
De val van Port Arthur maakte geen rechtstreeks einde aan de Russisch-Japanse Oorlog, maar in Rusland groeide de oppositie tegen de oorlog wel elke dag.
Koeropatkin wist dat er nu meer troepen richting zijn leger zouden komen en plande een aanval op de drie legerkorpsen van Oyama. Deze actie, die doorging op 26 januari, werd echter zo slecht uitgevoerd dat de Russen zich moesten terugtrekken tot aan Hai-ping-Kai. Om het tij te doen keren probeerde de Russische vloot de Japanse te verrassen. Tijdens de Slag bij Tsushima werd de Russische vloot verslagen door de Japanse.
Door bemiddeling van president Roosevelt tijdens de vredesonderhandelingen kreeg Japan de zuidelijke helft van het eiland Sachalin, kreeg het het recht om Zuid-Mantsoerije te pachten van China en werd zijn heerschappij over Korea volledig erkend.